# Пакстон (Флорида)
Пакстон (англ. Paxton) — місто (англ. town) в США, в окрузі Волтон штату Флорида. Населення — 556 осіб (2020).

## Географія
Пакстон розташований за координатами 30°58′27″ пн. ш. 86°18′24″ зх. д. / 30.97417° пн. ш. 86.30667° зх. д. (30.974230, -86.306700).  За даними Бюро перепису населення США в 2010 році місто мало площу 10,36 км², з яких 9,68 км² — суходіл та 0,68 км² — водойми.

## Демографія
Згідно з переписом 2010 року, у місті мешкали 644 особи в 259 домогосподарствах у складі 172 родин. Густота населення становила 62 особи/км².  Було 310 помешкань (30/км²).
Расовий склад населення:
| - 89,0 % — білих - 3,4 % — чорних або афроамериканців - 2,6 % — корінних американців - 0,5 % — вихідців з тихоокеанських островів - 0,5 % — азіатів |

До двох чи більше рас належало 3,1 %. Частка іспаномовних становила 2,5 % від усіх жителів.
За віковим діапазоном населення розподілялося таким чином: 23,4 % — особи молодші 18 років, 59,7 % — особи у віці 18—64 років, 16,9 % — особи у віці 65 років та старші. Медіана віку мешканця становила 41,5 року. На 100 осіб жіночої статі у місті припадало 100,6 чоловіків;  на 100 жінок у віці від 18 років та старших — 98,8 чоловіків також старших 18 років.
Середній дохід на одне домашнє господарство  становив 48 237 доларів США (медіана — 41 500), а середній дохід на одну сім'ю — 56 940 доларів (медіана — 55 625). За межею бідності перебувало 17,4 % осіб, у тому числі 27,4 % дітей у віці до 18 років та 14,4 % осіб у віці 65 років та старших.
Цивільне працевлаштоване населення становило 233 особи. Основні галузі зайнятості: освіта, охорона здоров'я та соціальна допомога — 24,5 %, роздрібна торгівля — 14,2 %, будівництво — 12,0 %, виробництво — 11,2 %.